# Wappen Badens

Badisches Stammwappen - Roter Schrägrechtsbalken in Gold

Das Wappen Badens ist einerseits das Wappen des Hauses Baden, andererseits das Staatswappen der mit dem Herrschaftsgebiet des Hauses in Zusammenhang stehenden Territorien.
Das Stammwappen Badens ist auf gelbem (heraldisch: goldenem) Grund ein roter Schrägbalken (immer von heraldisch rechts oben nach links unten).

## Ursprünge
Der Zähringer Berthold I. erhielt 1061 als Ersatz für das ihm eigentlich versprochene Herzogtum Schwaben die Titel eines Herzogs von Kärnten und eines Markgrafs von Verona. Bertholds Sohn Hermann I., der durch die Heirat mit Judit von Backnang-Sulichgau unter anderem Besitz um das heutige Baden-Baden erbte, erhielt von Berthold den Markgrafentitel und übertrug ihn auf sein Herrschaftsgebiet.

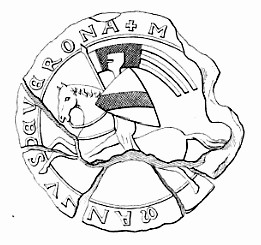
Siegel des Markgrafen Hermann V.

Der Sohn Hermanns, Hermann II., bezeichnete sich erstmals als Markgraf von Baden. Die älteste bekannte Wappendarstellung der Markgrafen von Baden findet sich auf einem Siegel Hermanns V., also vor 1243. Es wird allerdings allgemein angenommen, dass der Schrägbalken bereits von Hermann II. verwendet wurde. Die Farbgebung gold und rot wird auf das Wappen der Zähringer zurückgeführt, die einen roten Adler auf Gold führten (teilweise wird auch die umgekehrte Farbreihenfolge genannt). Die Bedeutung des Schrägbalkens ist nicht geklärt, wenngleich beispielsweise Hugo Gerard Ströhl unter Berufung auf andere Wappen mit Schrägbalken vermutete, dass der Schrägbalken das Geleitrecht der Markgrafen von Verona über den Gotthardpass symbolisiere.

## Markgrafschaft Baden
Die Markgrafen führten das Wappen zu Beginn mit einer Helmzier bestehend aus Büffelhörnern mit Lindenzweigen. In dieser Darstellung erscheint das badische Wappen um 1330 in der Zürcher Wappenrolle. Die 1190 gegründete Nebenlinie der Markgrafen von Baden-Hachberg führte dagegen Steinbockhörner als Helmzier, die sich nach der Wiedervereinigung der Linien als Zier durchsetzten. Die Greifen als Schildhalter tauchten erstmals auf einem Siegel Markgraf Philipps I. auf, der sie – der Tradition gemäß – vom Wappen der Zähringer übernahm.

Wappendarstellung in der Zürcher Wappenrolle um 1330
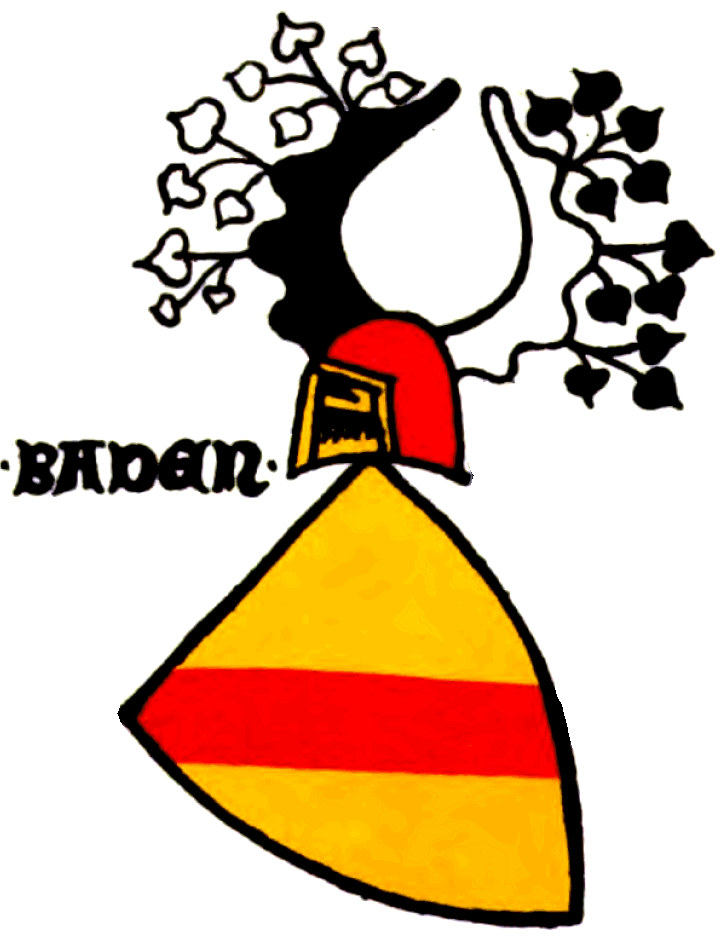
Wappen der Markgrafen von Baden (Baden) in der Zürcher Wappenrolle
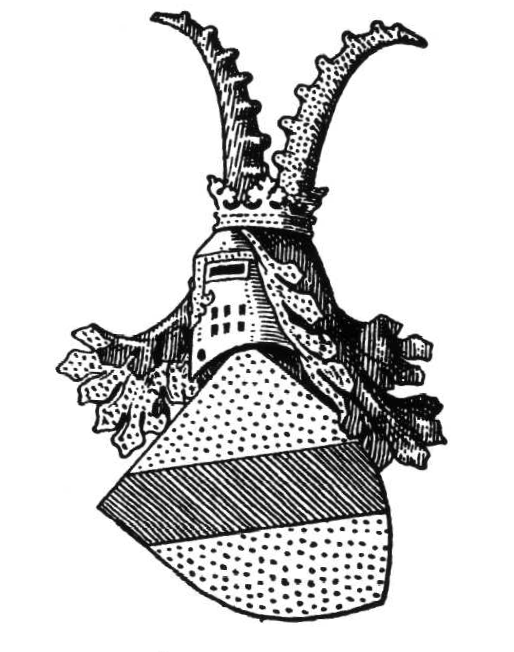
Siegel Friedrichs III. mit Steinbockhörnern als Helmzier, ca. 1348
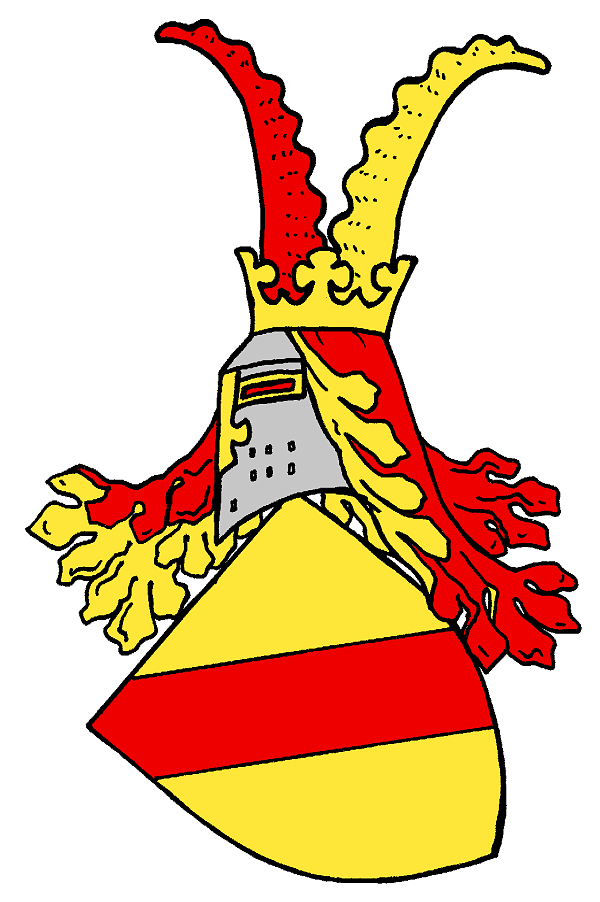
Wappen der Markgrafen von Baden-Hachberg
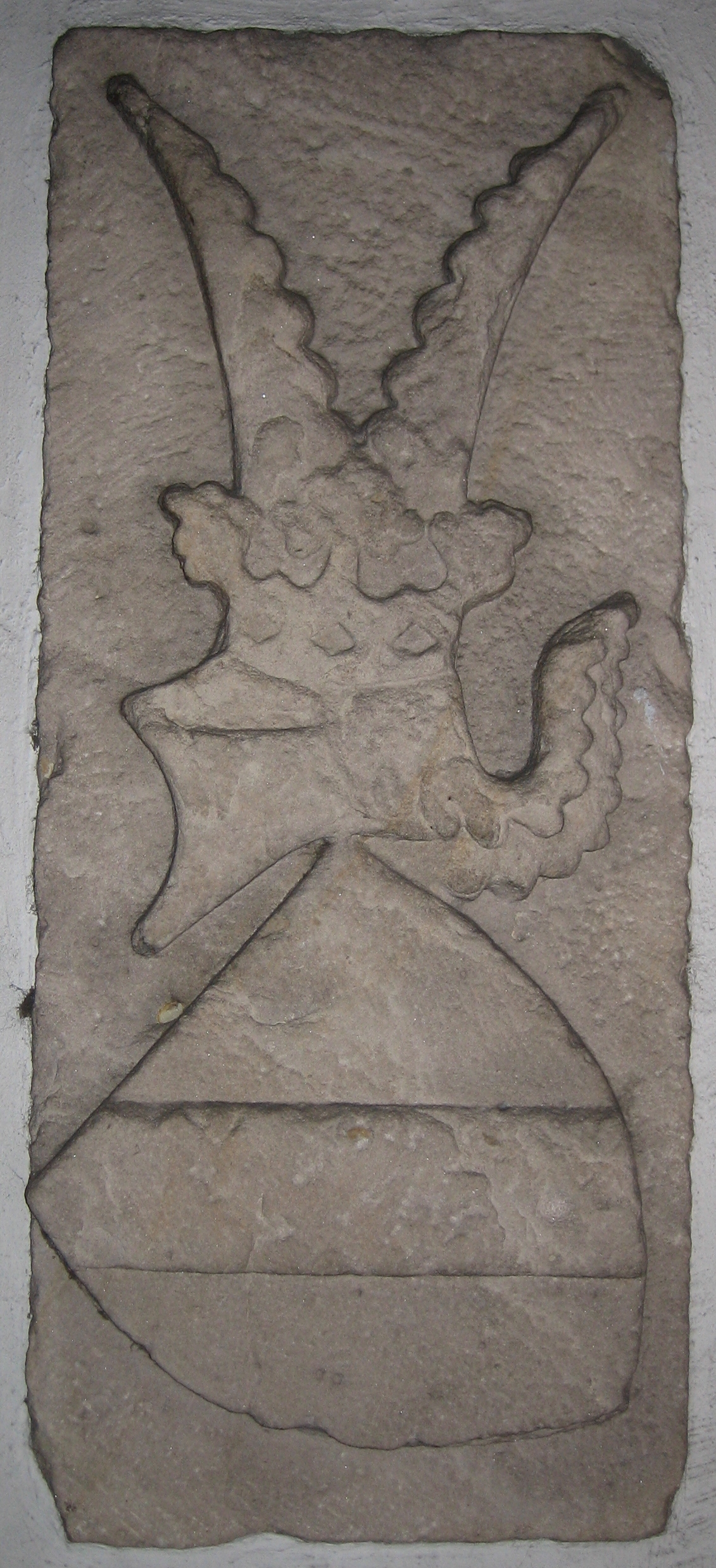
Ältestes in Stein gehauenes badisches Wappen unter Markgraf Rudolf I. (1283–1288) in Kuppenheim
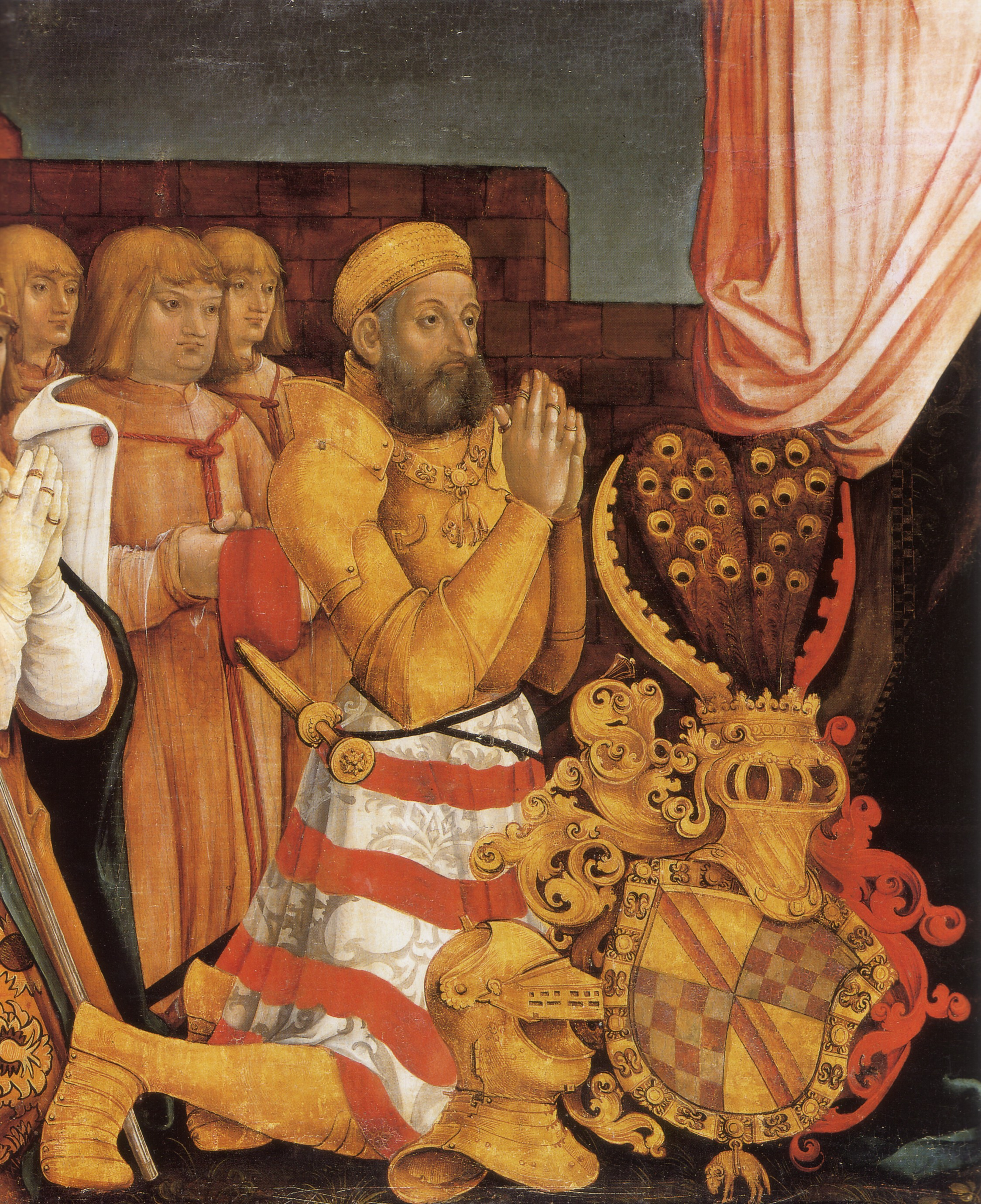
Christoph I. auf der Markgrafentafel. Das gevierte Wappen zeigt neben dem badischen Schrägbalken das rot-silberne Schachbrett der hinteren Grafschaft Sponheim. Als Helmzier dienen Steinbockhörner und Pfauenfedern, das Wappen ist umgeben vom Orden vom Goldenen Vlies.
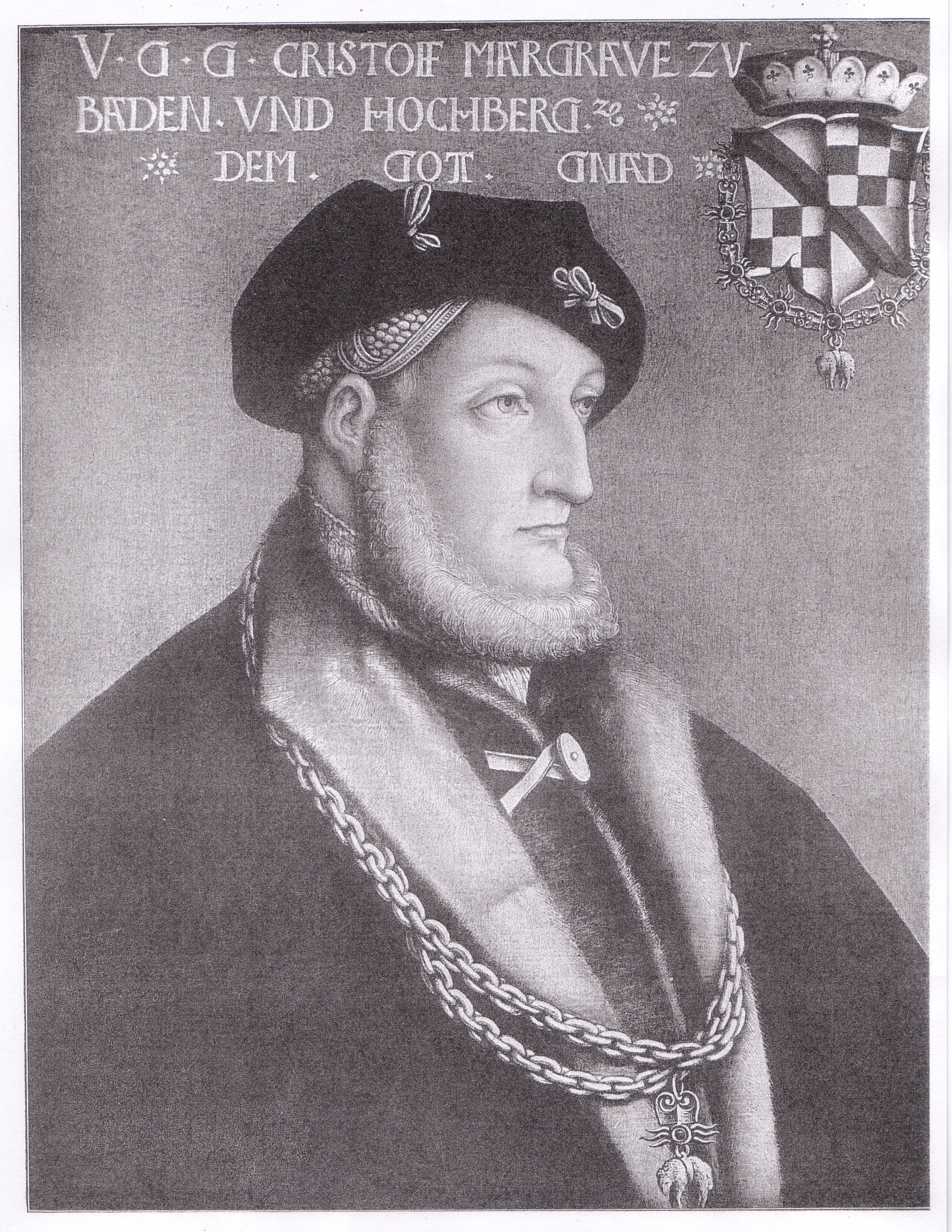
Weitere Darstellung Christophs. Hier ist das badisch-sponheimische Wappen von einer Krone bedeckt.

1535 wurde die Markgrafschaft in die (ab 1556 protestantische) „ernestinische“ Linie Baden-Durlach und die katholische „bernhardinische“ Linie Baden-Baden geteilt. Beide Linien führten in der Folgezeit unterschiedliche Wappen, in denen sie ihre Rechte und Rechtsansprüche zum Ausdruck brachten.

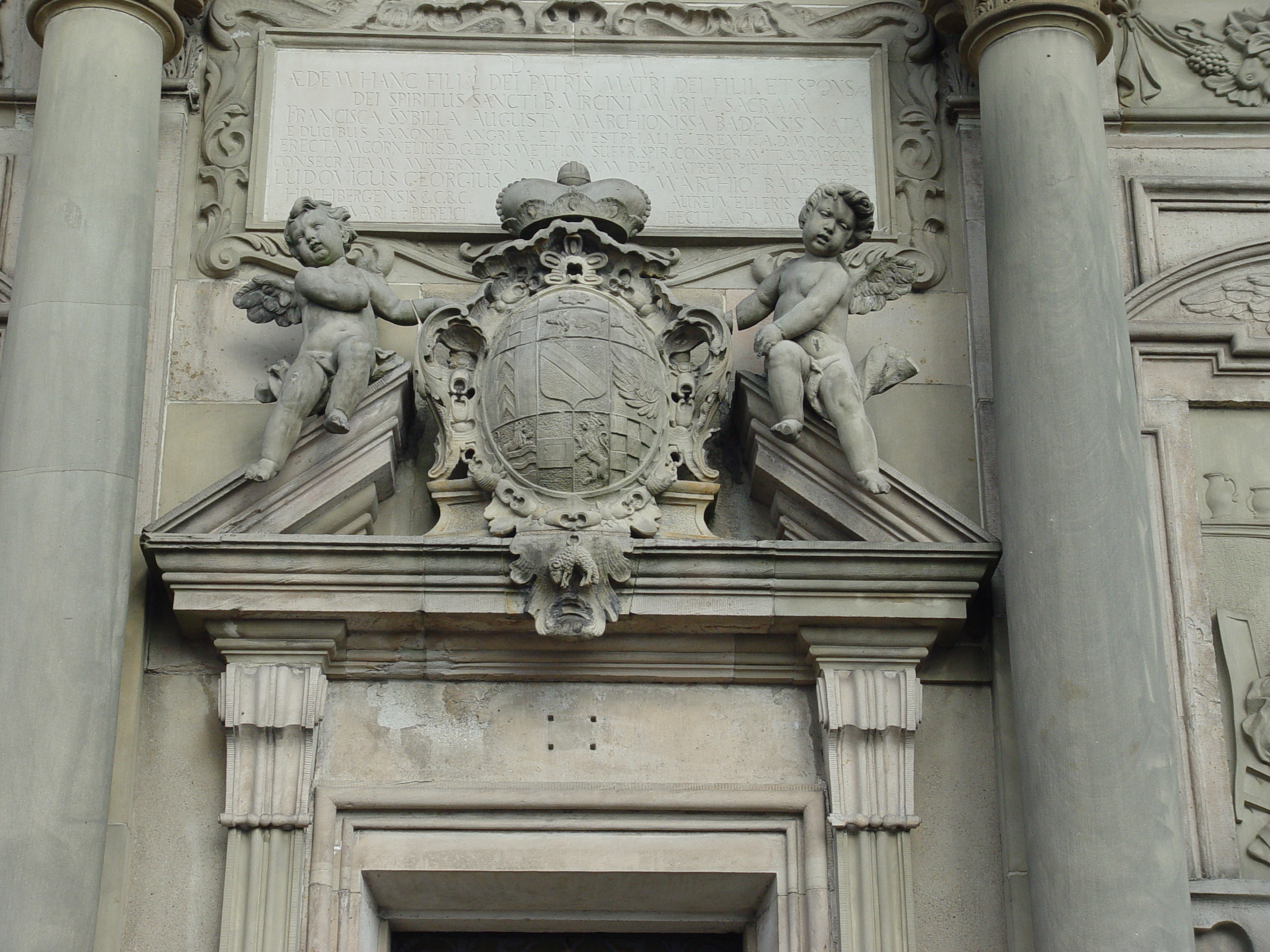
Wappen der Baden-Badener Linie an der Einsiedelner Kapelle in Rastatt
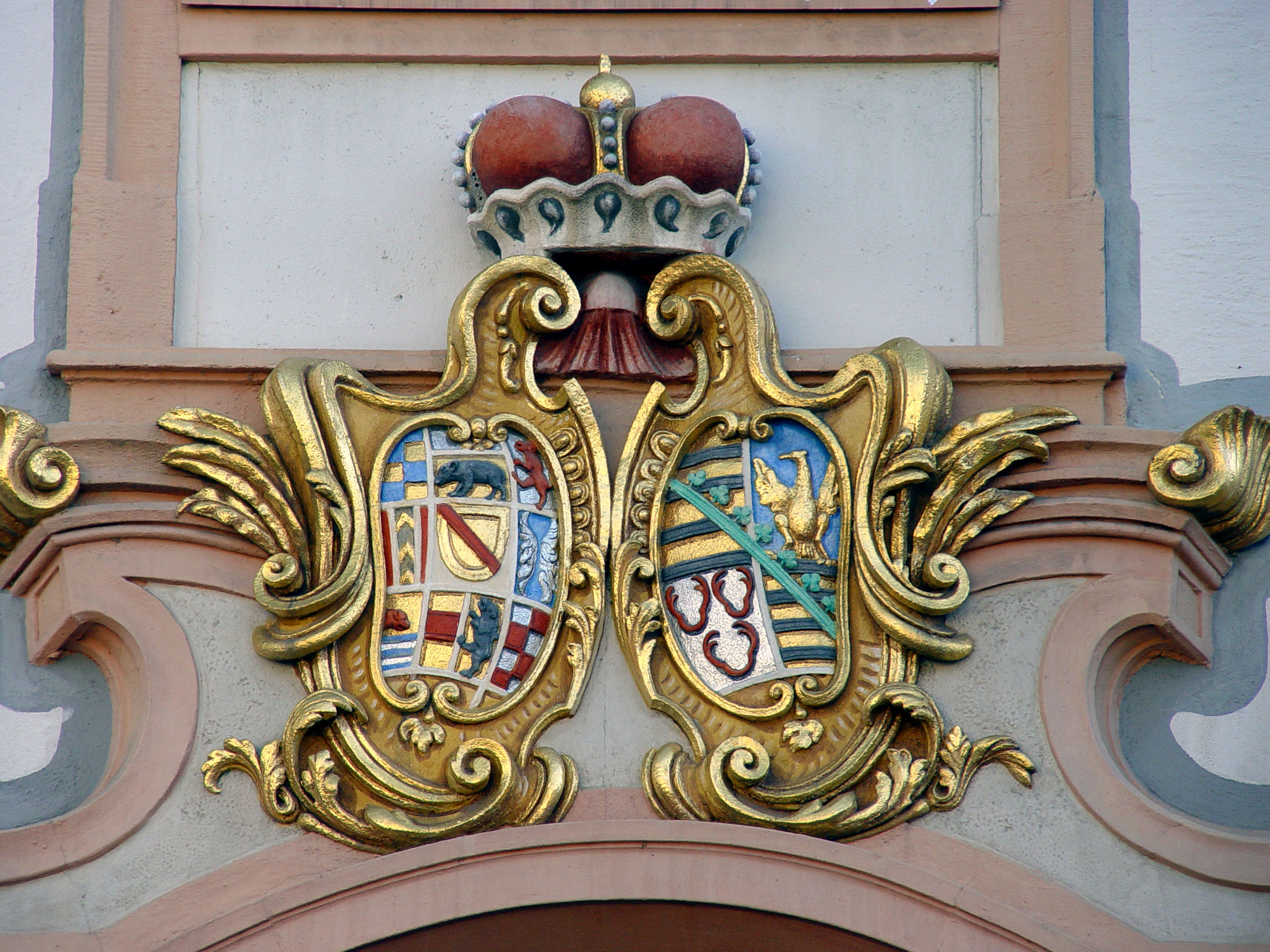
Wappen der Baden-Badener Linie im Allianzwappen von Sybilla von Baden am Ettlinger Schloss

## Kurfürstentum und Großherzogtum

Badische große Staatswappen 1803–1918
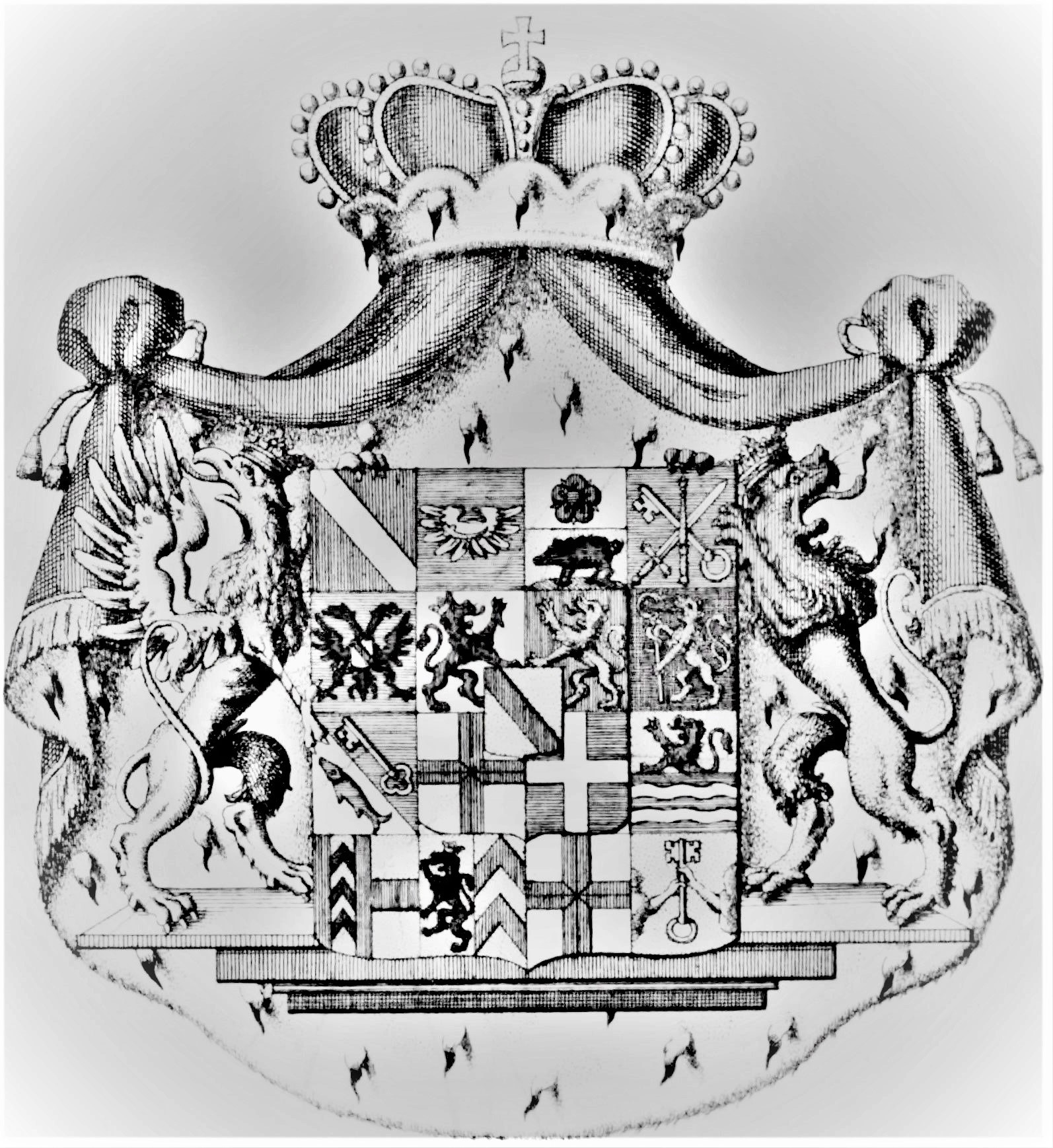
Wappen des Kurfürstentums Baden 1803 bis 1806
Wappen des Großherzogtums Baden 1806–1830
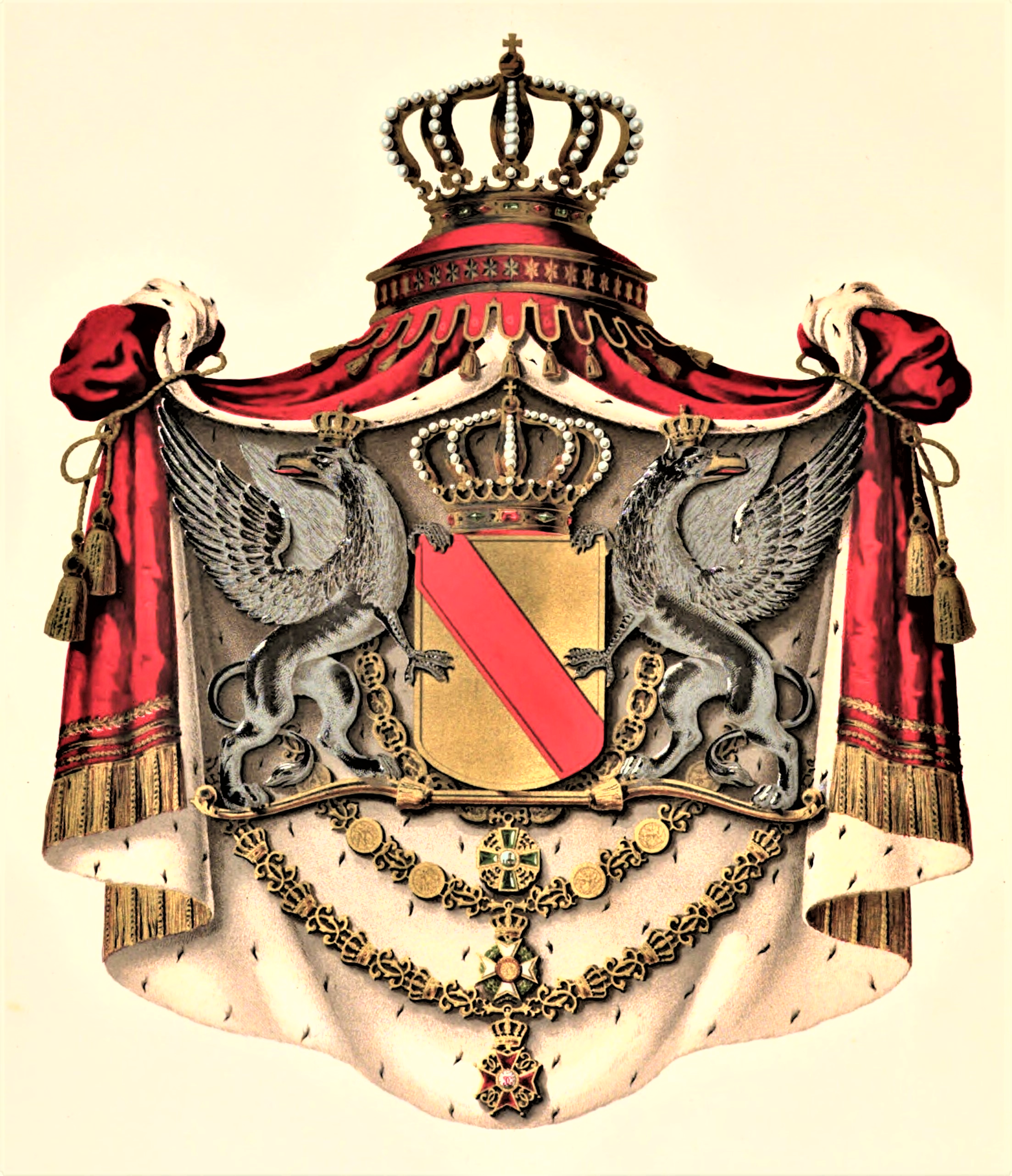
Wappen des Großherzogtums Baden 1830–1877
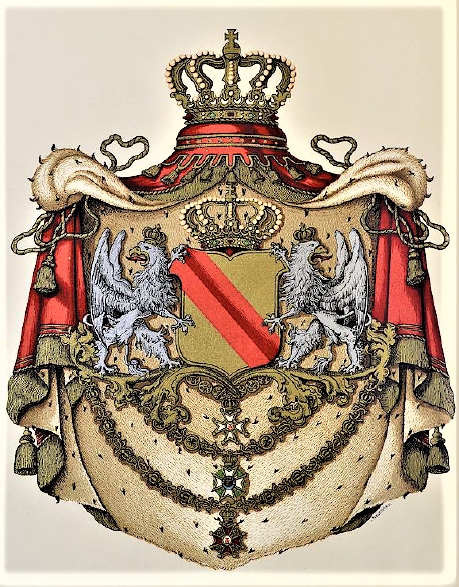
Wappen des Großherzogtums Baden 1877–1918

### Kurfürstentum (1803–1806)
Markgraf Karl Friedrich von Baden wurde durch den Reichsdeputationshauptschluss 1803 zum Kurfürsten und sein durch Entschädigungsgebiete deutlich vergrößertes Territorium wurde danach als Kurfürstentum Baden oder Kurbaden bezeichnet.
Das Wappen wurde im XI. Organisationsedikt des Kurfürstentums Baden amtlich festgelegt und detailliert beschrieben.

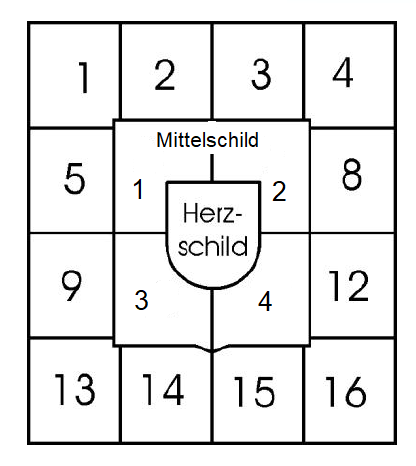
Aufteilung des Wappenschildes von Kurbaden

Der Wappenschild in moderner französischer Form ist in 16 Felder aufgeteilt. Die mittleren vier Felder sind durch einen vierfach geteilten Mittelschild bedeckt. In der Mitte dieses Mittelschildes steht das badische Stammwappen als Herzschild. Da ein Feld des Hauptschildes geteilt und zwei gespalten sind, werden insgesamt 24 Heroldsbilder gezeigt.
Herzschild
- Stammwappen des Hauses Baden

Mittelschild
1. Landgrafschaft Breisgau
2. Pfalzgrafschaft am Rhein
3. Fürstentum Konstanz
4. Fürstentum Bruchsal

Hauptschild
1. Fürstentum Ettenheim
2. Herrschaft Üsenberg

Wappenschild des Kurfürstentums Baden 1803 bis 1806 in Farbe

3. (geteilt) Grafschaft Alt-Eberstein (oben), Grafschaft Neu-Eberstein (unten)
4. Grafschaft Odenheim
5. Grafschaft Gengenbach
6. überdeckt vom Mittelschild
7. überdeckt vom Mittelschild
8. Grafschaft Salem
9. Grafschaft Petershausen
10. überdeckt vom Mittelschild
11. überdeckt vom Mittelschild
12. Herrschaft Rötteln
13. (gespalten) Herrschaft Badenweiler (heraldisch rechts), Herrschaft Lahr (heraldisch links)
14. (gespalten) Herrschaft Mahlberg (heraldisch rechts), Grafschaft Hanau-Lichtenberg, Herrschaft Lichtenau (heraldisch links)
15. Herrschaft Reichenau
16. Herrschaft Öhningen

„Das ganze Wappenschild steht unter einem aufgeschlagenen Hermelin-Mantel, worauf ein Kurhut ruht,…“.
Unter diesem Wappenmantel stehen auch die beiden Schildhalter — heraldisch rechts ein rückwärtsschauender silberner Greif und heraldisch links ein rückwärtsschauender Löwe (die obere Hälfte rot mit Gold gekrönt, die untere Hälfte golden). Beide Schildhalter zeigen eine aufgeschlagene rote Zunge.

### Großherzogtum (1806–1918)
Allgemein muss angemerkt werden, dass die meisten Darstellungen des Wappens des Großherzogtums Baden in verschiedenen Details nicht ganz korrekt sind. Zudem ist zu beachten, dass es für den gleichen Zeitraum mehrere Wappen gab. Hier wird vornehmlich das große Staatswappen beschrieben. Zudem gab es ein kleines Staatswappen sowie ein großes und kleines Familienwappen des Hauses Baden. Neben den jeweiligen Rechtsgrundlagen, wird nachfolgend insbesondere auf das Werk von Franz Zell abgestellt und daneben jene von Karl von Neuenstein und Gerhard Graf zugezogen.

#### Großherzogtum (1807–1830)
Durch den Vertrag von Brünn (10.–12. Dezember 1805) und den Frieden von Preßburg, kam der größte Teil des ehemals vorderösterreichischen Breisgaus mit der Stadt Freiburg an Baden, ebenso die Herrschaft Heitersheim, die Landvogtei Ortenau, die Stadt Konstanz und weitere Ländereien am Bodensee sowie ritterschaftliche Territorien.
Am 12. Juli 1806 trat Kurfürst Karl Friedrich dem von Kaiser Napoleon I. dominierten Rheinbund bei und nahm den Titel eines Großherzogs an. Mit dem Beitritt zum Rheinbund erwarb Baden unter anderem auch die Landeshoheit über die Fürstentümer Fürstenberg und Leiningen, die Grafschaft Wertheim links des Mains mit der Residenzstadt Wertheim, die Landgrafschaft Klettgau, die Grafschaft Tengen sowie die Besitzungen des Fürsten von Salm-Reifferscheid-Krautheim nördlich der Jagst.
Mit dem General-Ausschreiben vom 2. Mai 1807 „Titel, Siegel und Wappen des Grosherzoglichen Hauses Baden betreffend“ passte das Großherzogtum Baden sein Wappen den neuen Verhältnissen an.
Der Wappenschild in spanischer Form des großen Staatswappens ist in 30 Felder aufgeteilt. Die Felder 15 und 16 sind durch einen schräglinks geteilten spanischen Mittelschild bedeckt, die Felder 9, 10, 21 und 22 sind teilweise bedeckt. Zusammen mit den umhängenden Schilden werden insgesamt 39 genutzte Schilde und ein leerer Schild gezeigt. Da einige Schilde geteilt oder gespalten sind, werden zusätzlich elf Heroldsbilder gezeigt, d. h. insgesamt 50.
Mittelschild

Mittelschild des badischen Staatswappens mit den neu kreierten Farben

Der Mittelschild ist schräglinks geteilt. Die obere Hälfte zeigt in Purpur einen goldenen Schrägrechts-Balken. Diese Hälfte ist das „Wappenzeichen des ganzen souveränen Staats,…“.
Im unteren Teil wird ein goldener, streitfertiger und linkssehender Löwe mit ausgeschlagener Zunge gezeigt, „als Wappenzeichen der Zähringischen Abstammung“. Die seit Jahrhunderten gebräuchlichen Hausfarben wurden in das erste Feld des Hauptschildes verschoben.
Hauptschild
1. Baden
2. Hachberg
3. Kurpfalz
4. Breisgau
5. Üsenberg[12]
6. Ortenau[13]
7. Bruchsal
8. Ettenheim
9. Fürstentum Konstanz
10. Heitersheim

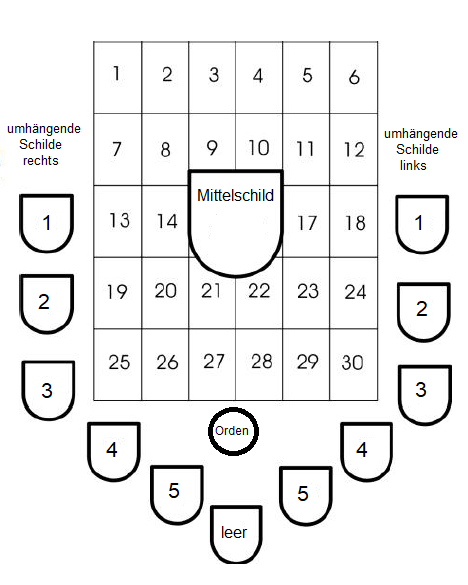
Aufteilung des Wappenschildes des Großherzogtums Baden 1807–1830

Großes Staatswappen des Großherzogtums Baden 1807–1830.

11. (geteilt) Grafschaft Alt-Eberstein (oben), Grafschaft Neu-Eberstein (unten)
12. Odenheim
13. Gengenbach
14. Grafschaft Bonndorf
15. überdeckt vom Mittelschild
16. überdeckt vom Mittelschild
17. Salem
18. Petershausen
19. Rötteln
20. Badenweiler
21. Lahr
22. Mahlberg
23. Lichtenau
24. Reichenau
25. Öhningen
26. oben: Überlingen; unten: Pfullendorf
27. Grafschaft Hauenstein und Reste von Rheinfelden
28. 1. Feld: Deutschordenskommende Mainau. 2. Feld: Kommende Blumenfeld. 3. Feld: Beuggen. 4. Feld: Kommende Freiburg.
29. Stadt Konstanz
30. Villingen und Bräunlingen

- darunter Hausorden der Treue

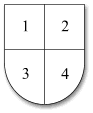
Nummerierung der Felder eines Schildes mit vier Feldern.

Außerhalb des Hauptschildes wurden die Wappenschilde der nun unter badischer Landeshoheit stehenden Standesherren abgebildet.
Umhängende Schilde (heraldisch rechts)
1. Fürstentum Fürstenberg
2. Grafschaft Heiligenberg
3. Grafschaft Tengen
4. Landgrafschaft Klettgau
5. Großherzogliches Hofgut Hagnau

- mittig[14] freigehalten für ein eventuelles künftiges Erbwappen[15] Sponheim und Hanau

Umhängende Schilde (heraldisch links)
1. heraldisch rechts:[16] Fürstentum Leiningen; heraldisch links: Pfalzgrafschaft am Rhein
2. 1. Feld: Bischofsheim; 2. Feld: Lauda; 3. Feld: Dühren; 4. Feld: Hardheim
3. Fürstentum Löwenstein-Wertheim
4. Fürstentum Krautheim
5. heraldisch rechts: Grafschaft Leiningen-Billigheim; heraldisch links: Grafschaft Leiningen-Neudenau

#### Großherzogtum (1830–1877)

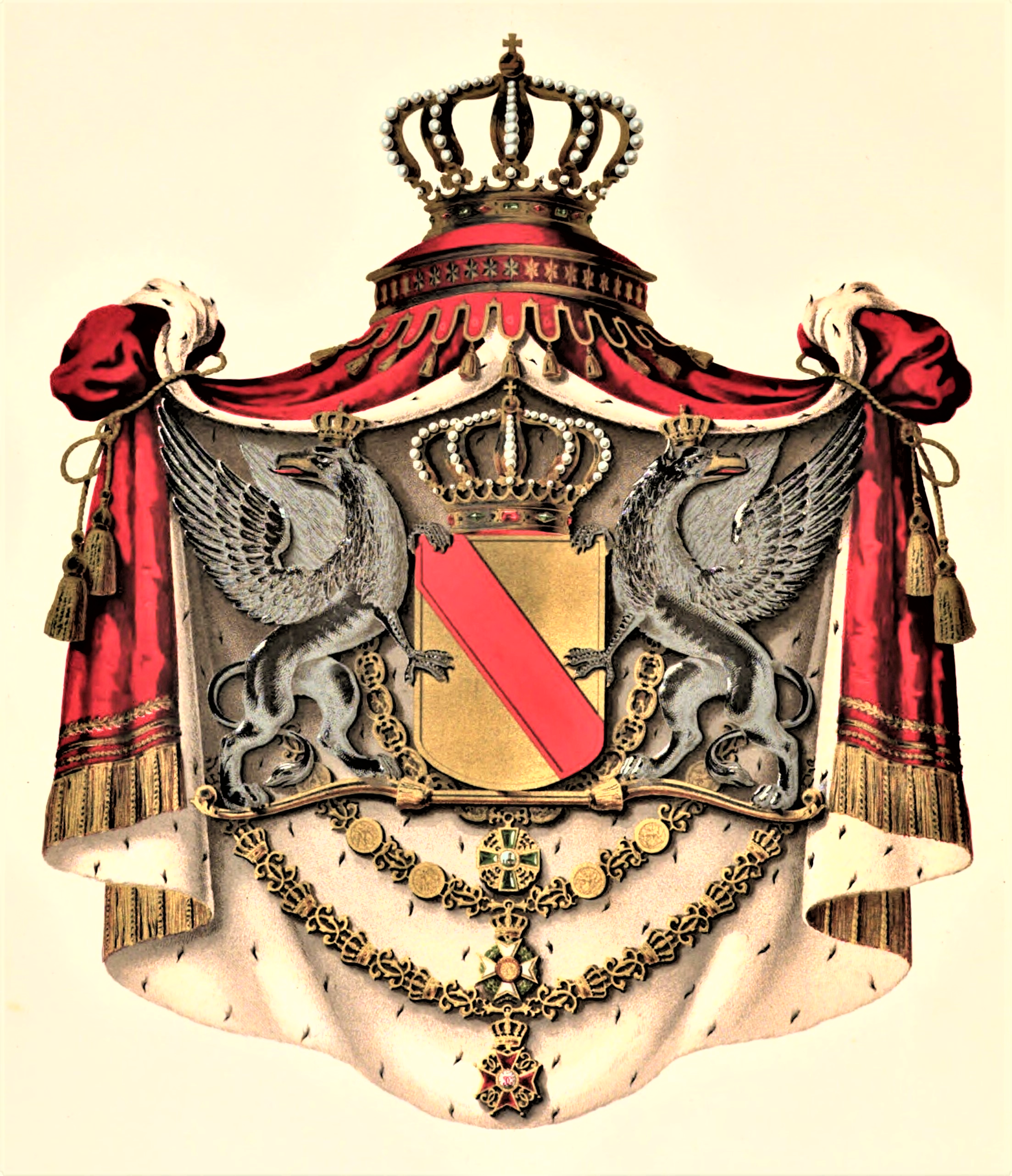
Wappen des Großherzogtums Baden 1830–1877

Bereits 1821 modifizierte Großherzog Ludwig das im Staatssiegel verwendete Staatswappen ohne das Staatswappen selbst zu ändern. Das 1807 für den Mittelschild neu kreierte Wappen wurde durch das badische Hauswappen ersetzt.
1830 – 24 Jahre nach Bildung des Großherzogtums Baden und 15 Jahre nach dem Wiener Kongress, der für Baden die napoleonische Neuordnung bestätigte — wollte Großherzog Leopold signalisieren, dass das aus vielen historischen Territorien bestehende Großherzogtum nun einen zusammengewachsenen Staat darstelle. Daher wurden nun die vielen Wappenschilde mit den Wappen dieser Territorien aus dem Staatswappen entfernt. Der Grundgedanke wurde bereits 1807 im kleinen Staatswappen umgesetzt, das im Hauptschild statt der 28 Wappen nur 28 schrägrechte Streifen in den wechselnden Farben Rot und Gold aufweist und keine umhängende Schilde hat.
Das Wappen zeigte nur noch das badische Stammwappen mit dem Schrägbalken, das von zwei rücksehenden gekrönten silbernen Greifen gehalten wird. Die Greife tragen goldene Kronen und zeigen rot ausgeschlagene Zungen. Das Wappen ist mit einer Großherzogskrone bedeckt — der bisher auf der heraldisch linken Seite als Schildhalter gezeigte Löwe wurde durch einen zweiten Greif ersetzt. Dahinter befindet sich ein von der gleichen Krone bedeckter Purpurmantel mit Hermelinfütterung. Unterhalb des Schildes werden die Orden des Hauses Baden dargestellt: Der Hausorden der Treue, der Militär-Karl-Friedrich-Verdienstorden und der Orden vom Zähringer Löwen. Die jeweils höchste Auszeichnung dieser Orden hängen an Ketten mit den Insignien der Orden von den Pranken der Schildhalter herab.
Ein Entwurf der statt des badischen Stammwappens sollte der das Wappen des Herzschild von 1807 Verwendung finden, wobei die obere Hälfte statt in Purpur einen goldenen Schrägrechts-Balken in Gold zeigen sollte. Der umstrittene Zähringer Löwe wurde aufgrund eines Gutachtens von Ulrich Friedrich Kopp aber verworfen.

#### Großherzogtum 1877–1918

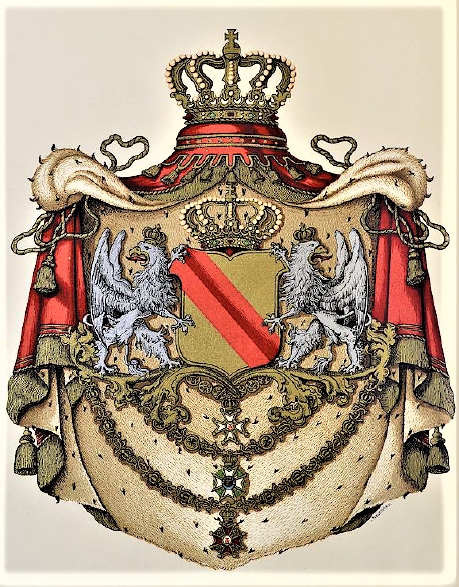
Wappen des Großherzogtums Baden 1877–1918

Großherzog Friedrich I. stiftete 1877 den Orden Berthold des Ersten als höchste Klasse des Orden vom Zähringer Löwen. Als Folge dieser Stiftung wurde das große Wappen des Großherzogtums minim verändert, da nun unter dem Schild statt dem Großkreuz des Ordens vom Zähringer Löwen, das Ordenskreuz vom Orden Berthold des Ersten gezeigt wurde. Die höherrangigen Orden (Hausorden der Treue und Militär-Karl-Friedrich-Verdienstorden) wurden auf dem Wappen weiterhin gezeigt (unter dem Orden Berthold des Ersten).

Badische Orden im großen Staatswappen
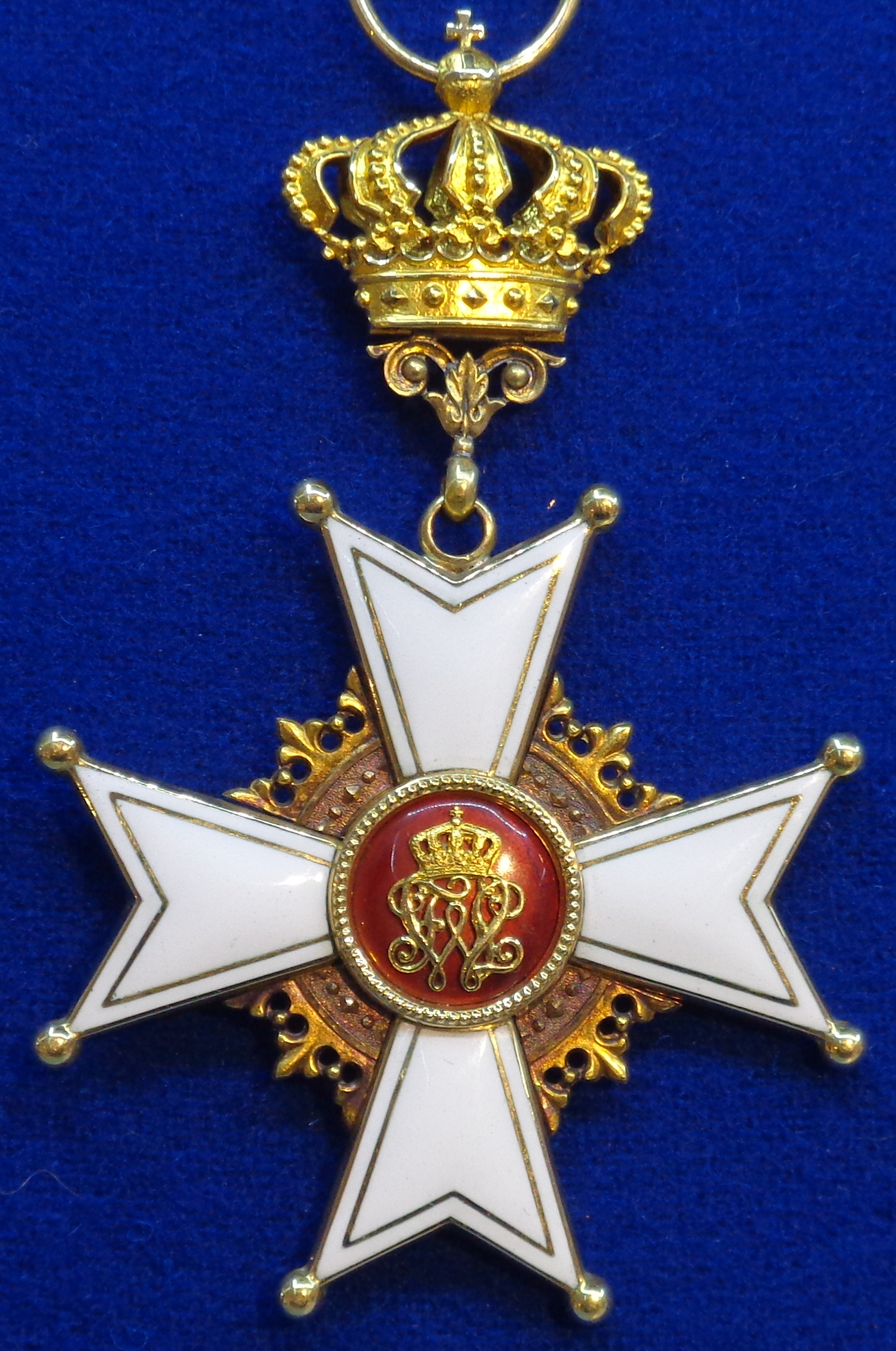
Orden Berthold des Ersten
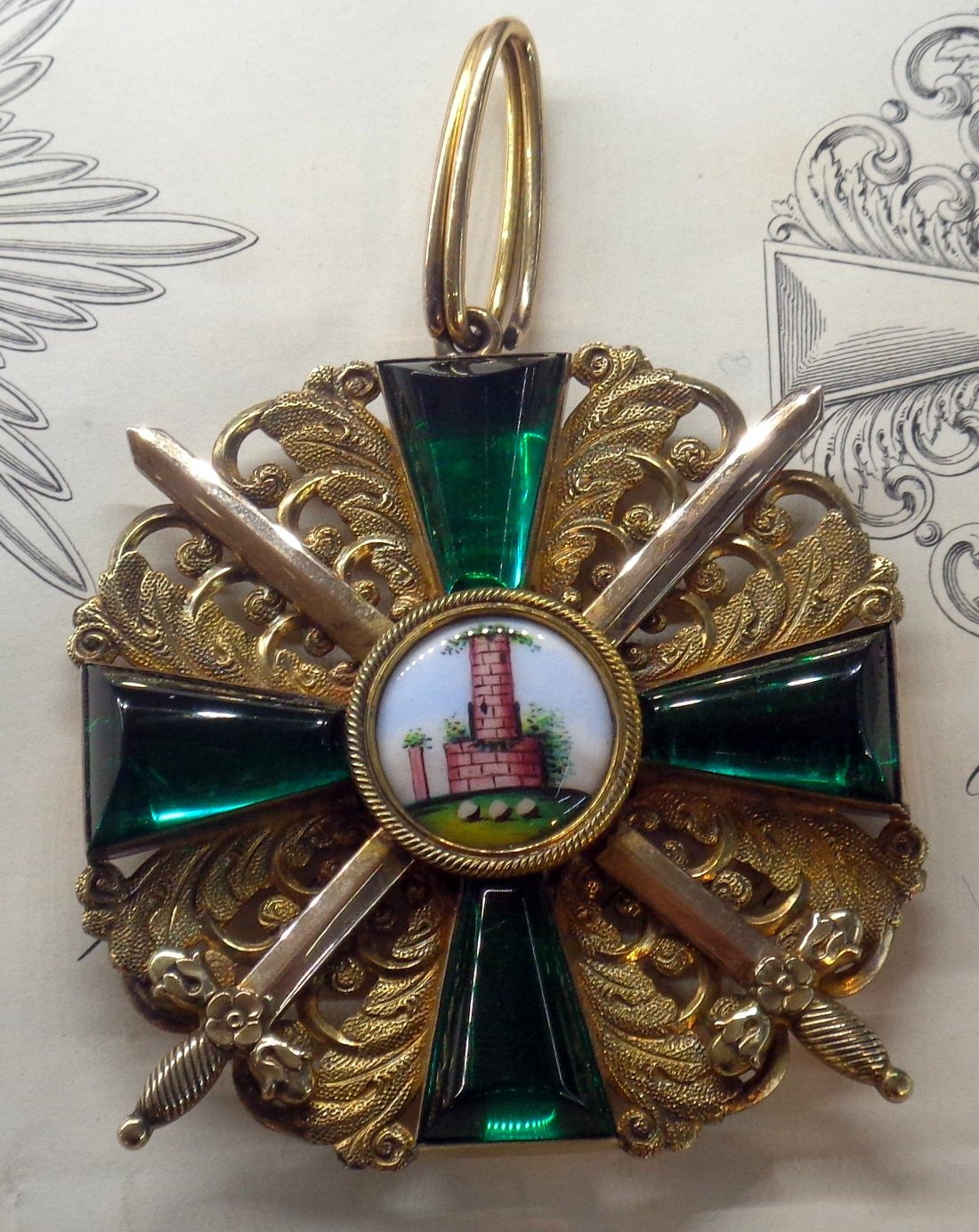
Großkreuz des Ordens vom Zähringer Löwen
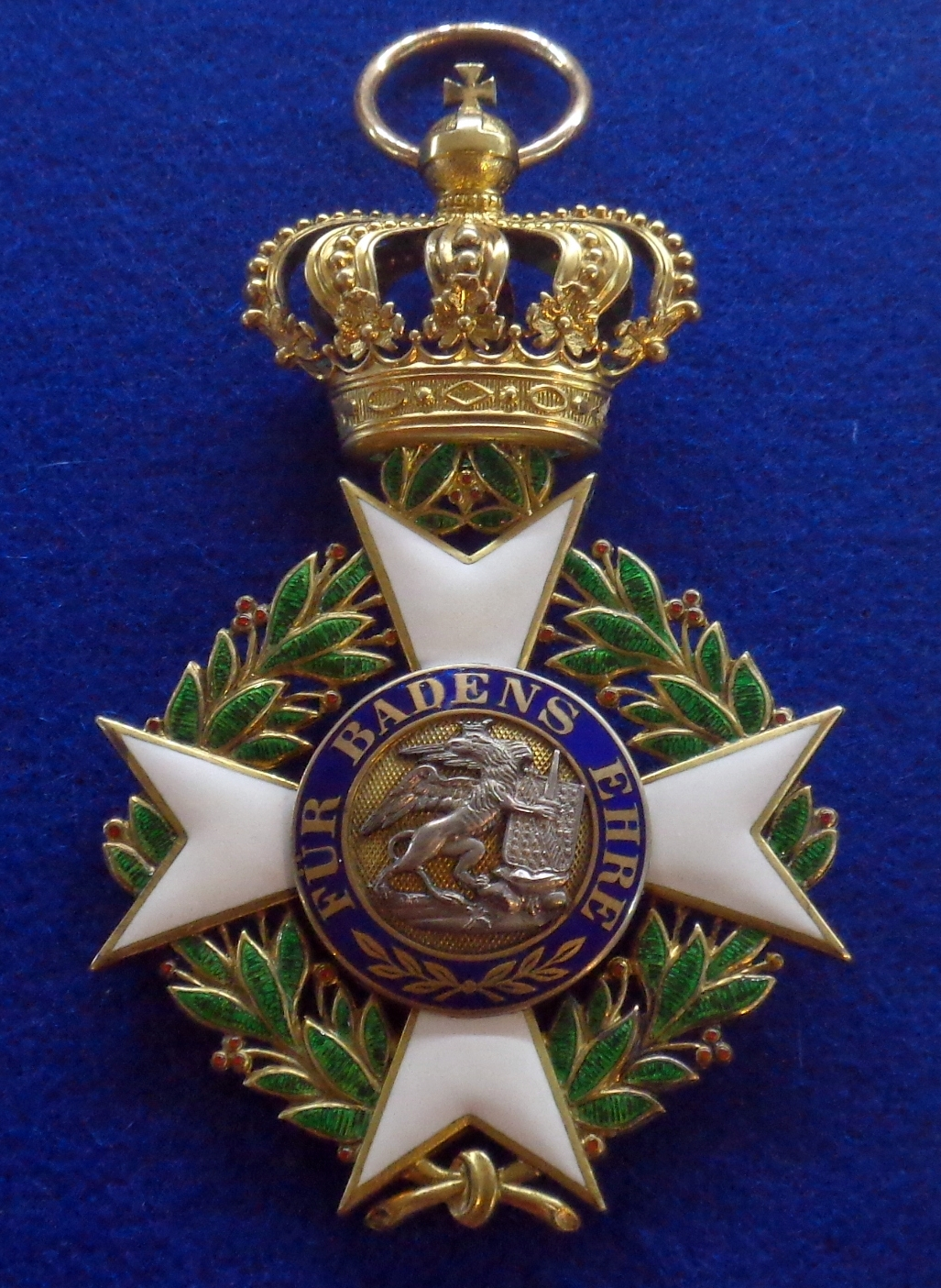
Großkreuz des Militär-Karl-Friedrich-Verdienstordens
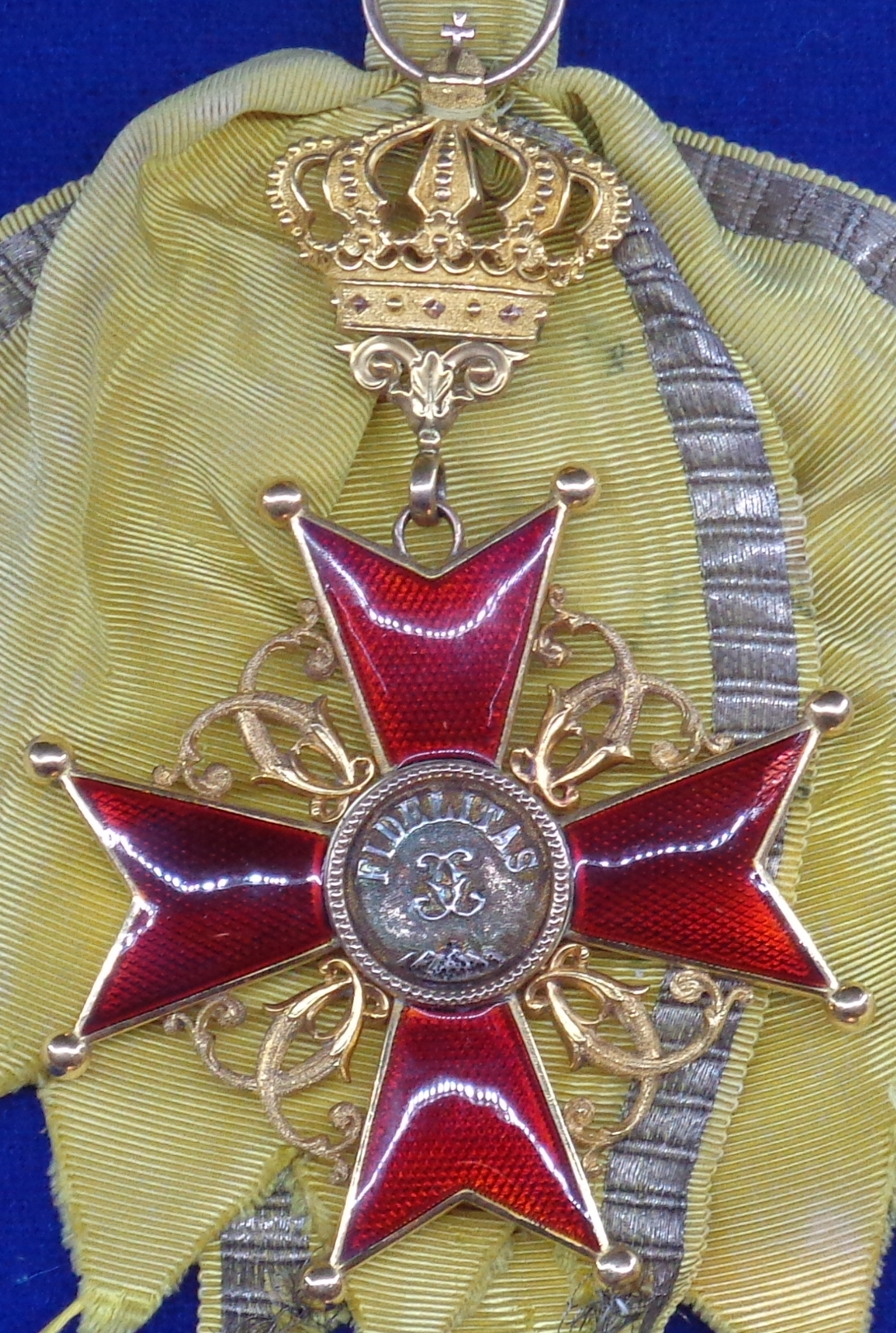
Großkreuz des Hausordens der Treue

## Republik (1918–1945)

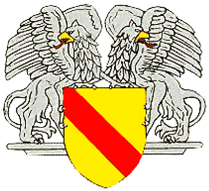
Wappen der Republik Baden 1918–45

Nach der Novemberrevolution dankte auch das großherzogliche Haus in Baden ab, das Land wurde zur Republik Baden. Entsprechend wurden im Wappen alle monarchischen Herrschaftsinsignien entfernt, der Schild und die Greifen blieben jedoch bestehen. Die neue Regierung wollte die historische Kontinuität betonen und verzichtete auf republikanische Symbolik. Das seit 1830 gültige badische Staatswappen wurde nur geringfügig modifiziert. Am 19. Oktober 1918 beauftragte die Regierung den Grafiker Heinrich Ehehalt einen Entwurf zu erstellen. Seine querovale Form war für Wappen ungewöhnlich. In der Staatlichen Majolika Manufaktur Karlsruhe wurde das Muster hergestellt (Maße — Tiefe: 3 cm, Breite: 31,8 cm, Höhe: 25,5 cm).
Durch Verordnung. Das badische Wappen und die Dienstsiegel. vom 4. Januar 1921 wurde dieser Entwurf zum offiziellen Staatswappen erklärt.

## Länder Württemberg-Baden und Südbaden 1945–1952
Nach dem Zweiten Weltkrieg wurde das badische Gebiet zusammen mit Württemberg und Hohenzollern in drei Länder aufgeteilt, darunter Südbaden, welches sich unter Leo Wohleb vehement gegen eine Vereinigung mit Württemberg aussprach und stark auf eine Abgrenzung der Länder setzte. Das Land Südbaden führte den badischen Schild als Wappen, während das Wappen von Württemberg-Baden die Zeichen beider Landesteile repräsentierte.

Wappen Württemberg-Badens 1945–52
Großes Wappen Südbadens 1945–1952
Kleines Wappen Südbadens 1945–1952

## Derivate des badischen Wappens in Baden-Württemberg und außerhalb
Nach der Gründung des Landes Baden-Württemberg entbrannte eine Kontroverse um die Gestaltung des Landeswappens, bei der badische und württembergische Traditionalisten letztlich erfolglos versuchten, eine stärkere Berücksichtigung ihrer bekannten Wappensymbolik gegenüber dem auf die Herzöge von Schwaben Bezug nehmenden Wappen mit den drei schreitenden Löwen durchzusetzen. Meist wurde hierbei ein gespaltener Schild mit Schrägbalken und Hirschstangen gefordert. Die Traditionalisten konnten sich jedoch nicht durchsetzen. Noch heute hat das alleine stehende badische Wappen allerdings eine gegen „Stuttgart“ und „die Schwaben“ gerichtete Symbolik, die an den Streit um die Schaffung des Landes Baden-Württemberg anknüpft und findet sich daher häufig an Orten, wo badischer Lokalpatriotismus dargestellt werden soll. Meist wird hierbei ein großherzogliches Wappen oder das des Freistaats Baden verwendet. Das Wappen Badens findet sich offiziell noch in der Krone des großen Landeswappens von Baden-Württemberg sowie in den Wappen einer Vielzahl von Gebietskörperschaften des Bundeslandes. Ein Kompromiss bestand darin, dass im großen Landeswappen als Schildhalter der württembergische Hirsch und der badische Greif fungieren.
Auch außerhalb Baden-Württembergs finden sich in einigen Kommunalwappen bis heute Spuren ehemals badischer Landeszugehörigkeit. Im Wappen des Ortes Steinfeld im Landkreis Main-Spessart erinnert ein goldenes Wappenschildchen mit rotem Schrägbalken an die kurze badische Landesherrschaft zwischen 1806 und 1819. Bad Brückenau, ebenfalls in Unterfranken, verweist im Wappen auf Baden-Durlach. Im Pfälzerwald gehörte in vornapoleonischer Zeit das Gräfensteiner Land zur Markgrafschaft, hier sind Schrägbalken oder Greif in den Wappen der Gemeinden Rodalben, Clausen, Leimen, Merzalben, Münchweiler an der Rodalb sowie bei den Verbandsgemeinden Rodalben und Thaleischweiler-Fröschen vertreten. Hinzu kommen Rohrbach (Hunsrück), Weiler/Nahe und Weitersborn im Landkreis Bad Kreuznach.
Das ursprüngliche Stammwappen des Hauses Baden (siehe oben) bildet das Wappen des Karlsruher Stadtteils Durlach, der Hauptstadt der Baden-Durlacher Linie.

Großes Landeswappen Baden-Württembergs mit  badischem Wappen in der Mitte der Krone
Stadtwappen von Baden-Baden
Stadtwappen von Emmendingen
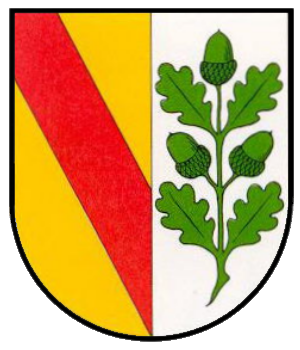
Wappen von Kandern-Riedlingen
Wappen von Karlsruhe-Durlach
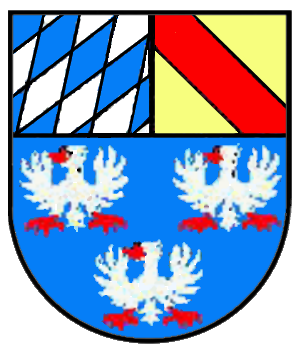
Wappen von Mosbach-Sattelbach
Stadtwappen von Pforzheim
Wappen des Landkreises Breisgau-Hochschwarzwald
Wappen des Landkreises Emmendingen
Wappen des Landkreises Karlsruhe
Wappen des Landkreises Lörrach

### Rechtsgrundlagen
- XI. Organisationsedikt vom 2. Mai 1803, Ziff. 3. In: Kurfürstlich Badische Landes-Organisation. In 13 Edicten sammt Beylagen, und Anhang. Carlsruhe, Macklot 1803 Google Digitalisat
- General-Ausschreiben. Titel, Siegel und Wappen des Grosherzoglichen Hauses Baden betreffend. B.) Vom Wappen. Vom 2. Mai 1807. In: Regierungs Blatt des Grosherzogthums Baden, Nro. 21 vom 23. Juni 1807, S. 82–85 Digitalisat der BLB Karlsruhe
- Verkündung vom 24. November 1830 Den Regenten-Titel und das Staatssiegel betreffend. In: Großherzoglich-Badisches Regierungs-Blatt vom 10. Dezember 1830, Nr. XVIII., S. 187 Google Digitalisat
- Die Statuten des Großherzoglichen Ordens vom Zähringer Löwen betreffend. In: Gesetzes- und Verordnungs-Blatt für das Großherzogthum Baden, Nr. VIII. vom 8. Mai 1877, S. 93–96 Internet Archive